# VEPR
A VEPR (ukránul ВЕПР, rövidítés, azaz Високо-Ефективної ПРохідності: "nagy hatékonyságú mozgékonyság", a rövidítés jelentése magyarul: vadkan) ukrán többcélú kísérleti terepjáró, amelyet a Kremencsuki Autógyár (AvtoKrAZ) és a Motor Szics fejlesztett ki és épített meg néhány példányban.

## Története
A tervezők célja egy  utcai terepjáró létrehozása volt, a terepen való mozgékonyság megőrzésével, akárcsak a nagyobb teherszállító járművek, mint például a KrAZ–255 és az Ural–375.
2006-ig legalább 10 gépkocsit állítottak elő, melyeket a szibériai Tyumenyi területen, Jakutföldön, Kazahsztánban és Kirgíziában állítottak üzembe.

## Típusváltozatok
- VEPR–K (Commander) – A Különleges Alakulatok részére gyártott, extrém terepjáró és civil változat
- VEPR–M (Hunter) – Vadászati célra és a szélsőséges körülményekre szánt változat
- VEPR–S (Special) – teljesen páncélozott, többcélú jármű
- VEPR–K (Sport) – páncélozatlan sport változat

## Üzemeltetők
- Grúzia
- Görögország

## Műszaki adatok
- Típusa: páncélozott szállító harcjármű
- Származási hely: Ukrajna
- Gyártás időtartama: 2006 - jelenleg is gyártásban
- Gyártó: Kremencsuki Autógyár
- Tervezés éve: 2002
- Jármű ára: $50,000 - $250,000

- Tömeg: 3,56 tonna legalább, a páncélozottságtól függ
- Hosszúság: 5,3 méter
- Szélesség: 2,5 méter
- Magasság: 2,1 méter
- Kerékátmérő: 18-20 inch
- Páncél: 10 mm-es. D6 és D7 osztályú
- Motor: 4 hengeres, 3,9 literes, dízelmotor
- Terhelhetőség: 2 tonna
- Váltó: kézi
- Felfüggesztés: független 4×4
- Állítható magasság: 300–600 mm
- Sebesség: 140 km/h

Üzemanyag fogyasztását illetően a jármű méretéhez képest nagyon alacsony:
- városban: 14 liter / 100 km
- autópályán: 11,5 liter / 100 km,

Ezek a üzemanyag fogyasztási mutatók jobbak, mint egy kisebb Hummeré.
Alapfelszereltség
- Állítható nyomású gumiabroncsok használata minden terepen
- a/c és hőfüggetlen a engine
- A dobfékek zártak, ezért szélsőséges hőmérsékleti viszonyok közt is működőképesek, és 1,5 m vízmélységig biztosítják a gázlókon való átkelést
- Rozsdamentes acél váz és alkatrészek
- Kolcsuga passzív radar érzékelő (eltávolították a polgári modellekben)
- BTR–94 kerekek

## Fordítás
- Ez a szócikk részben vagy egészben  a   VEPR című angol Wikipédia-szócikk ezen változatának fordításán alapul.  Az eredeti cikk szerkesztőit annak laptörténete sorolja fel. Ez a jelzés csupán a megfogalmazás eredetét és a szerzői jogokat jelzi, nem szolgál a cikkben szereplő információk forrásmegjelöléseként.